# Dua Lipa
Dua Lipa (/ˈduːə ˈliːpə/; albansk: [dua liːpa]; født 22. august 1995) er en engelsk-albansk sangerinde, sangskriver og model. Hendes musikalske karriere startede i en alder af 14 år, da hun begyndte at lave coverversioner af sange med andre kunstnere på YouTube. I 2015 skrev hun kontrakt med Warner Music Group og udgav sin første single snart efter. I december 2016 kom en dokumentarfilm om Lipa, bestilt af The Fader magasin, med titlen See in Blue.
I januar 2017 vandt Lipa EBBA Public Choice Award. Hendes selvbetitlede debutalbum blev udgivet den 2. juni 2017. Albummet affødte syv singler herunder to britiske top-10-singler "Be the One" og "IDGAF" og den britiske nummer et-single "New Rules", som også blev nummer seks i USA. I 2018 vandt Lipa to Brit Awards for Britiske Kvindelige solokunstner og Britiske Gennembrud.
Future Nostalgia modtog anmelderros og opnåede seks Grammy-nomineringer – inklusive Årets Album, Årets Plade og Årets Sang – og blev hendes første nummer et-album i Storbritannien.

## Opvækst
Lipa blev født den 22. august 1995 i London af albanske forældre fra Kosovo, der havde forladt Pristina i 1990'erne. Hendes far er sangeren Dukagjin Lipa. Hun deltog i Sylvia Young Theatre School på deltid, før hun flyttede til Kosovo med sin familie i 2008. Hendes fornavn betyder "at elske" på albansk; dets atypiske karakter var årsag til, at hun ikke kunne lide det i sin ungdom, men hun voksede sig til at "nyde" det, da det fjernede behovet for et kunstnernavn.
Som 14-årig begyndte hun at lave coverversioner af sine foretrukne sange af kunstnere som P!nk og Nelly Furtado på YouTube. I en alder af 15 år flyttede hun tilbage til London med ambitioner om at blive sanger. Kort tid efter dette begyndte hun at arbejde som model. I 2013 medvirkede hun i en tv-reklame for The X-Factor.

## Diskografi
- Dua Lipa (2017)
- Future Nostalgia (2020)

## Filmografi
- Argylle (2022)

## Danmark
I 2018 gav hun koncert lørdag aften på Orange Scene på Roskilde Festival.